# 心の翼 (宝塚歌劇団の曲)
「心の翼」（こころのつばさ）は、1985年に宝塚歌劇団花組で上演された、正塚晴彦作・演出の『テンダー・グリーン』の主題歌である。作詞は正塚晴彦、作曲は宝塚歌劇団作曲家・高橋城。高橋の代表曲としても知られ、2023年9月15日の高橋城特集においても6曲の内の1曲に選ばれている。
2005年、阪神・淡路大震災10周年宝塚歌劇チャリティーコンサートでも歌われた。東日本大震災の翌年となる2012年の特別番組「POWER OF MUSIC!!」でも選曲されている

## 収録
- ミュージカル・プレイ「テンダー・グリーン／ミュージカル・アドベンチャー」「アンドロジェニー -麗しき乙女たち-」(LPレコード) 昭和60年9月28日・宝塚大劇場(収録)TMP-1096～97
- 花組主題歌CD[7]
- 高橋城-宝塚歌劇作品集[8]
- 宝塚のあゆみ　'82～'86テーマ曲集 TMPC-8B ディスク2 愛のシンフォニーに収録[9][10]
- 大浦みずき Party is Over(CD)TMPC-117A
- 高橋城 宝塚歌劇作品集(CD)TCAC-196A
- 香寿たつき　退団記念 「あなたがいたから」(CD)TCAC-203A
- 煌めきのときと共に(CD)TMPC-223A
- Congratulations!! -TAKARAZUKA 100th Anniversary Disc- (CD)TCAC-490A
- エンカレッジコンサート 花組(CD)TCAC-151A

ほか
- TCAスペシャル2004　「タカラヅカ90-100年への道」(DVD)TCAD-34A
- TCAスペシャル2005　ビューティフル・メロディー　ビューティフル・ロマンス(DVD)TCAD-64A